# COVID-19 в Испании
Первый случай заражения коронавирусной инфекцией 2019 (COVID-19) в Испании был зафиксирован 31 января 2020 года на острове Гомера (Канарские острова). Заболевшим стал турист из Германии.

## История
24 февраля 2020 года, на фоне пандемии COVID-19 в Италии, Испания подтвердила случаи заболевания коронавирусом, связанные с доктором из итальянской Ломбардии, который отдыхал на Тенерифе. Некоторые люди на Тенерифе заболели непосредственно после контакта с доктором. На территории материковой Испании были выявлены заразившиеся после посещения Италии. С 13 марта 2020 года случаи заболевания были зарегистрированы во всех 50 провинциях Испании
12 февраля 2020 года была отменена выставка Mobile World Congress, которая должна была пройти в Барселоне с 24 по 27 февраля.
28 февраля был подтверждён первый случай заболевания COVID-19 в Валенсии. Заболевшим стал испанский спортивный журналист, который вернулся в Испанию из Милана после матча 1/8 финала Лиги чемпионов УЕФА между «Аталантой» и «Валенсией». Присутствие около 3000 болельщиков из Испании на этом матче, состоявшемся 19 февраля, назвали одной из причин быстрого распространения COVID-19 в Испании.
6 марта Испанская епископская конференция постановила принять ряд мер по предотвращению распространения коронавирусной инфекции в церквях, включая отказ от хранения святой воды, избегание рукопожатий и поцелуев икон.
11 марта было объявлено, что финал Кубка Испании по футболу между командами «Реал Сосьедад» и «Атлетик Бильбао», который должен быть пройти в Севилье 18 апреля, откладывается на неопределённый срок. 
12 марта были приостановлены испанская Примера и Сегунда, а футболисты клуба «Реал Мадрид» были помещены под карантин.
23 марта было сообщено, что ледовый дворец в Мадриде решено превратить во временный морг, а гостиницы реквизируются и переоборудуются под больницы.
25 марта 2020 года количество смертей от COVID-19 в Испании превысило количество смертей в материковом Китае и уступало только числу погибших в Италии. К 1 апреля количество подтверждённых случаев заболевания в Испании превысило отметку в 100 000. 2 апреля количество смертей от COVID-19 в Испании превысило отметку в 10 тысяч.
5 апреля 2020 года в рамках мер по сглаживанию социально-экономических последствий пандемии коронавируса правительство Испании объявило о введении в ближайшее время безусловного базового дохода. Основной был сделан на поддержку семей. Правительство посчитало необходимым сохранить безусловный базовый доход и после эпидемии. Министр экономики выразила надежду, что универсальный базовый доход останется «постоянным структурным инструментом». Совет министров Испании одобрил программу предоставления минимального жизненного дохода наиболее нуждающимся гражданам. Как заявил официальный представитель правительства Мария Хесус Монтеро, этот шаг направлен «на снижение уровня бедности, особенно среди семей с детьми». Пабло Иглесиас, второй вице-премьер и министр по социальным правам так обосновал решение: «Пандемия, что очевидно, усугубила ситуацию для многих наших соотечественников. Прожиточный минимум фигурировал в правительственной программе, но из-за пандемии это стало насущной необходимостью, потому что тысячи испанских семей больше не могут ждать».
Размер пособия варьировался от 462 до 1 015 евро в месяц; планировалось, что им смогут воспользоваться 850 тысяч семей, то есть в общей сложности 2 миллиона 300 тысяч человек, среди них треть — несовершеннолетние. Госказне программа должна была обойтись в 3 миллиона евро. Минимальный жизненный доход начислялся с 1 июня. В свою очередь Хосе Луис Эскрива, министр социальной интеграции, социального обеспечения и миграции, заявила — «После одобрения этой программы, Испания приблизится к среднему европейскому показателю расходов на этот вид льгот». С каждым годом число бедных в стране растёт. Банк Испании в своем последнем докладе сообщил, что по меньшей мере 12 миллионов человек живут за чертой бедности.
26 мая 2020 года был объявлен десятидневный общенациональный траур по жертвам пандемии коронавируса COVID-19. Это самый продолжительный траур в истории демократической Испании.
К февралю 2023 года в Испании было проведено 112,3 млн вакцинаций от COVID-19.
По состоянию на 8 июня 2025 года в Испании было выявлено 13,98 млн заболевших, из которых по официальным данным умерли 121 852 человека.

## Последствия
Пандемия COVID-19 оказала негативное влияние на экономику Испании. Показательной является ситуация в туристической отрасли: в 2020 году число туристов, приехавших в страну, снизилось на 98 % по сравнению с 2019 годом, когда Испания занимала второе место в мире по числу туристов. Отели в Испании были заполнены лишь на 27 %. Вклад туристического сектора в ВВП Испании составляет 12 %, поэтому пандемия оказала крайне негативное влияние на экономику страны. В первом квартале 2020 года ВВП Испании сократился на 5,1 %, во втором квартале — на 18,3 % (максимальное квартальное сокращение ВВП за всю историю с момента начала наблюдений в 1970-х годах). В целом за 2020 год ВВП Испании сократился на 10,8 %. По данным МВФ на июнь 2025 года, инвестиции вернулись лишь к допандемийному уровню и оставались ниже исторических показателей и стандартов и уровня еврозоны, особенно в области производства транспортного оборудования и строительстве. Ключевым фактором, сдерживающим инвестиции, является повышенная неопределённость экономической политики.
Одним из драйверов восстановления экономики страны стала иммиграция. Практически весь прирост населения Испании после пандемии COVID-19 был обеспечен иммиграцией: по данным Банка Испании, в 2022 году в страну прибыло 1,1 млн человек.